# Brug 1902
Brug 1902 is een bouwkundig kunstwerk in Amsterdam-West.
De houten voetgangersbrug (met trappen aan beide zijden) is gelegen over het rustige en eigenlijk buitengebruik zijnde deel van de Kostverlorenvaart (dit deel valt buiten de Staande Mastroute), hier ongeveer 25 meter breed. Ze verbindt de beide stukken De Wittenkade met elkaar ter hoogte van de Eerste Nassaustraat en Van der Duijnstraat. Ze ligt tussen brug 347 en Staatsliedenbrug (brug 139) in; dat zijn drukke verkeersbruggen.
Anders dan de genoemde bruggen is deze brug vrij nieuw. Ze werd opgebouwd rond 1983, toen de woonwijken in dit gebied grootscheeps werden gesaneerd, renovatie en sloop/nieuwbouw.
Deze vaste brug is ontworpen door Dirk Sterenberg, destijds als zelfstandig architect werkend voor de Dienst der Publieke Werken (PW). De brug, hij zou er meer dan 170 ontwerpen, staat op een stalen fundering met daarop betonnen jukken in de vorm van poorten. De overspanning is opgehangen aan metalen liggers. Daaraan zijn gekoppeld het houten loopdek en de houten leuningen. De trappen naar de brug toe geven hetzelfde beeld; op de trappen zijn dubbele rijwielgleuven aangebracht, die ook gebruikt kunnen worden voor kinderwagens. Op de jukken van de brug staan twee lantaarnpalen naar ontwerp van Friso Kramer, zoon van Sterenbergs voorganger bij PW Piet Kramer. De palen staan diagonaal verdeeld over de brug. 
De brug is in november 2019 gereinigd van aanslag.

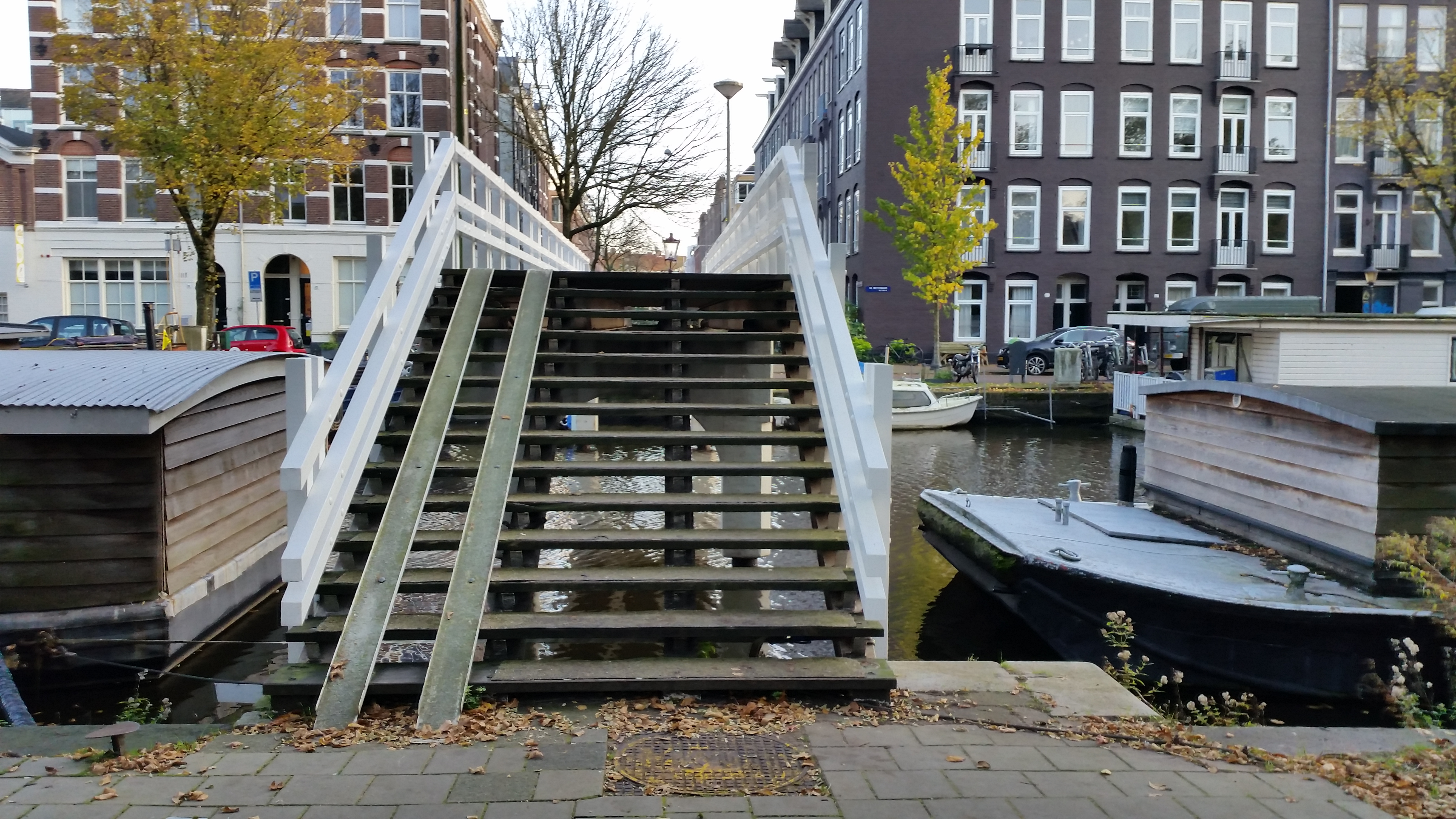
Sterenbergs kinderwagengeleiding (oktober 2019)

<<< · 1900 · 1901 · 1902 · 1904 · 1906 · 1907 · 1908 · 1909 · 1910 · 1911 · 1913 · 1914 · 1915 · 1916 · 1917 · 1919 · 1920 · 1922 · 1923 · 1925 · 1927 · 1929 · 1930 · 1931 · 1932 · 1933 · 1935 · 1936 · 1937 · 1938 · 1939 · 1940 · 1941 · 1942 · 1944 · 1945 · 1946 · 1947 · 1948 · 1949 · 1950 · 1951 · 1952 · 1953 · 1954 · 1955 · 1956 · 1957 · 1958 · 1959 · 1960 · 1961 · 1962 · 1963 · 1964 · 1965 · 1966 · 1967 · 1968 · 1969 · 1970 · 1971 · 1972 · 1973 · 1974 · 1975 · 1976 · 1977 · 1978 · 1979 · 1980 · 1981 · 1982 · 1983 · 1984 · 1985 · 1986 · 1987 · 1988 · 1989 · 1990 · 1991 · 1992 · 1993 · 1994 · 1995 · 1996 · 1997 · 1998 · 1999 · >>>
Brugnummers 1903, 1905, 1912, 1918, 1921, 1924, 1926, 1928, 1934, 1943 zijn niet (meer) in gebruik (januari 2021)